# Weltmeisterschaften im Gewichtheben 1891
Die 1. Weltmeisterschaften im Gewichtheben fanden am 28. März 1891 in London, der Hauptstadt des Vereinigten Königreiches von Großbritannien und Irland statt. An den von der Gewichtheberverband aus sechs verschiedenen Ländern ausgetragenen Wettkämpfen nahmen sieben Gewichtheber aus sechs Nationen teil. Der Brite Edward Lawrence Levy gewann den Titel Amateur Champion Weightlifter of the World (deutsch Amateurweltmeister im Gewichtheben).

## Medaillengewinner
| Disziplin | Gold                 | Silber           | Bronze          |
| --------- | -------------------- | ---------------- | --------------- |
| Achtkampf | Edward Lawrence Levy | Giacomo Zafarana | Arthur François |

## Medaillenspiegel
Die Platzierungen im Medaillenspiegel sind nach der Anzahl der gewonnenen Goldmedaillen sortiert, gefolgt von der Anzahl der Silber- und Bronzemedaillen (lexikographische Ordnung). Weisen zwei oder mehr Nationen eine identische Medaillenbilanz auf, werden sie alphabetisch geordnet auf dem gleichen Rang geführt.
| Rang | Nation                                               | Gold | Silber | Bronze | Gesamt |
| ---- | ---------------------------------------------------- | ---- | ------ | ------ | ------ |
| 1.   | Vereinigtes Königreich von Großbritannien und Irland | 1    | 0      | 0      | 1      |
| 2.   | Königreich Italien                                   | 0    | 1      | 0      | 1      |
| 3.   | Belgien                                              | 0    | 0      | 1      | 1      |